# Euphorbia mazicum
Euphorbia mazicum är en törelväxtart som beskrevs av Marie Louis Emberger och René Charles Maire. Euphorbia mazicum ingår i släktet törlar, och familjen törelväxter.
Artens utbredningsområde är Marocko. Inga underarter finns listade i Catalogue of Life.